# Ichthyococcus irregularis
Ichthyococcus irregularis és una espècie de peix pertanyent a la família Phosichthyidae que habita la regió del corrent de Califòrnia.
És un peix marí i batipelàgic que viu entre 2.213 i 3.658 m de fondària i entre les latituds 45°N-22°N, 140°W-109°W.
Pot arribar a fer 7,6 cm de llargària màxima. 11-13 radis tous a l'aleta dorsal i 13-15 a l'anal. 38-39 vèrtebres.
Probablement menja invertebrats bentònics.
És ovípar amb larves i ous planctònics. És inofensiu per als humans.